# Dolophilodes commatus
Dolophilodes commatus är en nattsländeart som först beskrevs av Kobayashi 1980.  Dolophilodes commatus ingår i släktet Dolophilodes och familjen stengömmenattsländor. Inga underarter finns listade i Catalogue of Life.